# 荒町駅
荒町駅（あらまちえき）は、宮城県栗原市若柳字川北南砂押にあったくりはら田園鉄道くりはら田園鉄道線の駅。2007年（平成19年）、路線の廃止に伴い廃駅となった。

## 歴史
栗原軌道は1921年（大正10年）に開業しているが、当初この駅は設置されていなかった。栗原軌道はその後社名を栗原鉄道に改め、石越 - 若柳間の経路を変更、電化後の1953年（昭和28年）にこの駅が設置された。

### 年表
- 1953年（昭和28年）5月10日：栗原鉄道の駅として開業。
- 1955年（昭和30年）11月29日：社名変更により栗原電鉄の駅となる。
- 1964年（昭和39年）6月1日：会社合併により宮城中央交通の駅となる。
- 1969年（昭和44年）2月25日：鉄道部門分社化により再度栗原電鉄の駅となる。
- 1995年（平成7年）4月1日：社名変更によりくりはら田園鉄道の駅となる。
- 2007年（平成19年）4月1日：廃止。

## 駅構造
単式ホーム1面1線のみを有する地上駅。線路はカーブしながらほぼ東西に走っており、ホームがその北側に添えられていた。駅の石越方に遮断機・警報機つきの踏切があり、線路を越えて南側に行くことが可能であった。
開業当初からの無人駅で駅舎は設けられなかった。ホームの中ほどに小さな木造の待合所があり、内部に作り付けの長椅子があった。

## 駅周辺
駅の周辺には田園風景が広がるが、駅の南東に荒町の集落が広がるほか、駅近くから北西の県道沿いにかけて大袋の集落があり、人家は少なくない。

## 隣の駅
くりはら田園鉄道
くりはら田園鉄道線
石越駅 - 荒町駅 - 若柳駅